# Luca Palmiero
Luca Palmiero, né le 1er mai 1996 à Mugnano di Napoli en Italie, est un footballeur italien, qui évolue au poste de milieu défensif à l'US Avellino.

## Biographie

### Débuts professionnels
Né à Mugnano di Napoli en Italie, Luca Palmiero est formé par le SSC Naples. En 2015, il est prêté au Paganese Calcio, et la saison suivante à l'ASD Akragas.

### Cosenza Calcio
Luca Palmiero est prêté au Cosenza Calcio, en Serie C, le 18 juillet 2017. Il joue son premier match le 30 juillet 2017, à l'occasion d'une rencontre de coupe d'Italie contre l'US Alexandrie 1912. Il est titularisé et son équipe s'incline par trois buts à deux.
Le 24 juillet 2018, Palmiero est prêté pour une deuxième saison au Cosenza Calcio. Le club évolue cette fois en Serie B après avoir été promu à l'issue de l'exercice précédent. Il joue son premier match de deuxième division le 26 août 2018, contre l'Ascoli Calcio (1-1). Le 5 mai 2019, Palmiero inscrit son premier et seul but pour Cosenza lors de la victoire de son équipe face à l'US Salernitana (1-2).

### Delfino Pescara
Le 23 juillet 2019, Luca Palmiero rejoint le Delfino Pescara, club de Serie B. Il joue son premier match sous ses nouvelles couleurs le 11 août 2019, lors d'un match de Coupe d'Italie face à Mantoue 1911. Son équipe s'impose sur le score de trois buts à deux ce jour-là. Il inscrit son premier but dès son deuxième match, le 1er septembre 2019, contre le Pordenone Calcio, en championnat. Pescara s'impose par quatre buts à deux lors de cette rencontre.

### Chievo Verone
Luca Palmiero est prêté en septembre 2020 au Chievo Vérone pour une saison.
Il est titularisé dès son premier match, le 26 septembre 2020, contre le Delfino Pescara lors de la première journée de la saison 2020-2021 de Serie B. Les deux équipes se neutralisent ce jour-là (0-0 score final).

### Cosenza Calcio
Il est pour la troisième fois prêté au Cosenza Calcio pour la saison 2021-2022.

### Delfino Pescara
Le 1er septembre 2022, il est de retour au Delfino Pescara mais cette fois-ci sous la forme d'un transfert.

### US Avellino
Le 14 juillet 2023, Luca Palmiero rejoint l'US Avellino, en Serie C. Il signe un contrat de deux ans, soit jusqu'en juin 2025, avec une année supplémentaire en option.
Il joue son premier match pour Avellino le 2 septembre 2023, lors de la première journée de la saison 2023-2024, face à Juve Stabia. Il est titularisé et son équipe est battue par deux buts à zéro.

### En équipe nationale
Avec l'équipe d'Italie des moins de 17 ans, il délivre une passe décisive contre la Norvège, en mars 2013 (victoire 0-1).